# Supercopa de Bielorrusia
La Supercopa de Bielorrusa (en bielorruso: Кубак Беларусі) es una competencia de fútbol a un solo partido organizada por la Federación de Fútbol de Bielorrusia. Esta competición sirve como la apertura de la temporada y se juega entre el campeón de la Liga Bielorrusa y el campeón de la Copa de Bielorrusia de la temporada anterior. En caso en que un solo equipo gane estos dos títulos, se jugara entre el campeón de dichas competencias contra el subcampeón de la Copa de Bielorrusia. Esta final suele jugarse en el mes de febrero o principios de marzo de cada año.

## Historia
La Supercopa de Bielorrusia - fue disputada de forma no oficial en julio de 1994 entre los campeones vigentes de ese momento. Dado que el FK Dinamo Minsk se consagró campeón de ambas competencias jugó la final contra el FC Bobruisk, subcampeón de la Copa de Bielorrusia de 1994. El FK Dinamo Minsk ganó el partido 5-3. Luego de varios años sin disputarse, la Supercopa de Bielorrusia fue oficializada en el año 2010 y desde entonces se disputa anualmente.
El Bate Borisov es el equipo que más títulos de Supercopa ha levantado.

## Palmarés
| Temporada | Campeón             | Resultado        | Finalista           | Sede de la final             |
| --------- | ------------------- | ---------------- | ------------------- | ---------------------------- |
| (*) 1994  | Dinamo Minsk        | 5 - 3            | FC Bobruisk         | Estadio Dinamo, Minsk        |
| 2010      | BATE Borisov        | 0 - 0 (3-2 pen.) | Naftan Novopolotsk  | Estadio Dinamo, Minsk        |
| 2011      | BATE Borisov        | 3 - 0            | Torpedo Zhodino     | Estadio Dinamo, Minsk        |
| 2012      | FC Gomel            | 2 - 0            | BATE Borisov        | Estadio Dinamo, Minsk        |
| 2013      | BATE Borisov        | 1 - 0            | Naftan Novopolotsk  | Estadio Dinamo, Minsk        |
| 2014      | BATE Borisov        | 1 - 0            | FC Minsk            | Estadio Dinamo, Minsk        |
| 2015      | BATE Borisov        | 0 - 0 (3-0 pen.) | Shakhtyor Soligorsk | Estadio Volna, Pinsk         |
| 2016      | BATE Borisov        | 2 - 1            | Shakhtyor Soligorsk | Estadio Dinamo, Minsk        |
| 2017      | BATE Borisov        | 3 - 1            | Torpedo Zhodino     | Estadio Dinamo, Minsk        |
| 2018      | Dinamo Brest        | 2 - 1            | BATE Borisov        | Estadio Dinamo, Minsk        |
| 2019      | Dinamo Brest        | 3 - 1            | BATE Borisov        | Estadio Dinamo, Minsk        |
| 2020      | Dinamo Brest        | 2 - 0            | Shakhtyor Soligorsk | Estadio Dinamo, Minsk        |
| 2021      | Shakhtyor Soligorsk | 0 - 0 (5-4 pen.) | BATE Borisov        | Estadio Torpedo, Minsk       |
| 2022      | BATE Borisov        | 1 - 0            | Shakhtyor Soligorsk | Estadio Dinamo-Yuni, Minsk   |
| 2023      | Shakhtyor Soligorsk | 1 - 0            | FC Gomel            | Estadio Dinamo-Yuni, Minsk   |
| 2024      | Torpedo Zhodino     | 0 - 0 (4–3 pen.) | Dinamo Minsk        | Shakhtyor Stadium, Soligorsk |

- (*) En ese año la competencia no estaba oficializada, por lo tanto no cuenta el título.

## Títulos por equipo
| Club                   | Campeón | Años campeón                                   | Subcampeón | Años subcampeón        |
| ---------------------- | ------- | ---------------------------------------------- | ---------- | ---------------------- |
| FC BATE Borisov        | 8       | 2010, 2011, 2013, 2014, 2015, 2016, 2017, 2022 | 4          | 2012, 2018, 2019, 2021 |
| FC Dinamo Brest        | 3       | 2018, 2019, 2020                               | -          | ---                    |
| FC Shakhtyor Soligorsk | 2       | 2021, 2023                                     | 4          | 2015, 2016, 2020, 2022 |
| FC Torpedo Zhodino     | 1       | 2024                                           | 2          | 2011, 2017             |
| FC Gomel               | 1       | 2012                                           | 1          | 2023                   |
| FC Naftan Novopolotsk  | -       | ---                                            | 2          | 2010, 2013             |
| FC Minsk               | -       | ---                                            | 1          | 2014                   |
| FC Dinamo Minsk        | -       | ---                                            | 1          | 2024                   |